# Comuna Rosohaci, Skole
Rosohaci (în ucraineană Росохач) este o comună în raionul Skole, regiunea Liov, Ucraina, formată din satele Mîta, Rosohaci (reședința) și Suhîi Potik.

## Demografie
Componența lingvistică a comunei Rosohaci
     Ucraineană (99,89%)
     Alte limbi (0,11%)
Conform recensământului din 2001, majoritatea populației comunei Rosohaci era vorbitoare de ucraineană (99,89%), existând în minoritate și vorbitori de alte limbi.